# いつもここから
いつもここからは、ワタナベエンターテインメントに所属する山田一成と菊地秀規からなる日本のお笑いコンビ。略称は「いつここ」。

## メンバー
山田一成（やまだ かずなり、1972年1月31日（53歳） - ）
ボケ・ツッコミ担当。
身長174 cm、体重70 kg、血液型B型。東京都多摩市出身。多摩市立豊ヶ丘中学校、東京都立松が谷高等学校、国士舘大学政経学部II部政治学科卒業。特技はギター。趣味は昆虫採集。

菊地秀規（きくち ひでのり、1976年5月5日（48歳） - ）
ボケ・ツッコミ担当。
身長175 cm、体重48 kg、血液型B型。 岩手県盛岡市出身。盛岡中央高等学校、日本大学法学部経営法学科卒業。

## 来歴
1995年春にバンドのメンバー募集で出会った山田一成と菊地秀規の2人が、突如お笑いに目覚めて1996年7月に結成。コンビ名には「初心忘れるべからず」の思いが込められている。
地道なライブ活動を重ねた後、ネタ見せTV番組に起用されるようになってから、その知名度を一気に上げる。ネタ本『悲しいとき』なども出版されている。
テレビ番組『ピタゴラスイッチ』にもレギュラー出演。同番組がきっかけで、「アルゴリズムたいそう&こうしん」というCDもリリースしている。
CMでU.N.O.BANDに参加。山田はギター、菊地はキーボードを担当した。

## 芸風
交代で叫んだりツッコミをするといった、シュールなスタイルのネタが中心。内容は人間観察を基にした「あるあるネタ」を基本としている。
悲しいとき
2人が左右に並び、自動車のハンドルを握るようなポーズ(これは元々花束を持ってやっていたことの名残)の山田が「悲しいとき〜」と叫び、菊地が復唱。続いて山田が「悲しいとき」に該当するシチュエーションを「○○とき〜」と叫び、菊地はこれを復唱しながらスケッチブックをめくりイラストを見せる。以上の流れを繰り返し行う。「誰かが死んだとき」（当初は「友達が死んだとき」だった）で始まり、「夕日が沈んだとき」「どうもありがとうございました（3回復唱）」で締めくくる（初期は山田がその日にやったシチュエーションが書かれた巻物を広げ、菊地がハーモニカで『蛍の光』を演奏していた。）。スケッチブックを効果的に使用するというネタの独創性は、以降、スケッチブックを使用するお笑い芸人が続々と現れるほどの強い影響力をもたらした。このネタの知名度が高くなる前から出演しているサッポロ飲料（現・ポッカサッポロフード&ビバレッジ）の「がぶ飲みミルクコーヒー」CMの際は「がぶ飲みしたいとき〜」に言い替えられている。このネタで使われるBGMはヨハン・パッヘルベルのカノンである。
ツッコミ暴走族
通称「どけどけ」。「どけどけ〜どけどけ〜邪魔だ邪魔だどけどけ〜どけどけ〜」と特攻服姿で登場し、2人が前後に並ぶ。最初は「ひき殺されてえのかバカヤロ、コノヤロオメェ（山田）」「コノヤロオメェ、葬式してえのかバカヤロコノヤロオメェ（菊地）」で始まり、その後にネタに入る。まず前列が「○○○だバカヤロ、コノヤロオメェ（聞こえ方は“コンニャロオメェ”）」と怒りながら題を振り、後列がその怒りに同調しつつ「コノヤロオメェ、△△△バカヤロコノヤロオメェ」と追い打ちの一言を叫んで笑いを取る。前列が同じ題振りをし、後列が更なる追い打ちの一言を叫んだ後、「どけどけ～邪魔だ邪魔だどけどけ〜」と叫びながら前列後列が入れ替わる。以上の流れを繰り返す。退場時にも「どけどけ～邪魔だ邪魔だどけどけ～」と叫ぶ。イントネーションは東北弁（南部弁）であり、2人ともバイクのハンドル部分だけを切り取ったものを持って行う（なお、『エンタの神様』（日本テレビ系）ではバイクのハンドルがネタ用に用意されている）。
かわいいね
親子に扮した2人が、ある人間の行動を指しながら「（『か』を強調して）かわいいね」と言った後、もう一人が同調して「かわいいね」と言う。この流れを交代で繰り返す。
売れました～！
法被を着た販売員に扮した2人が、毒のある売り文句で世の中をおちょくっていく。
偉そうなのに
偉そうな男（山田）が見せる、ちょっと気になる行動を菊地が紹介。
これ以外に「ぬいぐるみ」などのコントもあるが、あるあるネタと同じくボケ・ツッコミのないシュールなスタイルの構成になっている。他に、爆笑オンエアバトルや単独ライブなどで行った「ズボン脱ぎ」「バックオーライ」などがある。
あるあるネタの大半は日の目を見ずに封印されるらしい（単独ライブDVDより）。また、時事的な理由で使われていないものもある。

## エピソード・逸話
- ある学校の文化祭に呼ばれたとき、くじ引きに使われた箱を見て「これダイソーじゃない?」「下にダイソーって書いてある」と2人で盛り上がった。このように、山田が菊地の天然に乗ることもある。
- 「悲しいとき」のイラストは基本的に菊地が書いているが、山田が絵を書いた「悲しいとき2」を単独ライブでやったことがある。
- 「悲しいとき」のネタ（紙芝居）が、熊本市現代美術館の常設展示になっている。
- 同事務所のアンガールズとは仲がよく、一緒に大阪に営業に行った際帰りの新幹線を一本遅らせてたこ焼きを食べに行ったりもした。田中の持ちネタ「野球拳の演奏をするドラマー」のネタは菊地との掛け合い（じゃれ合い）の中から生まれた。
- 『爆笑オンエアバトル』の第4回チャンピオン大会ファイナルに出場。「悲しいとき」のスポットライトが暗転する時に「夕日が沈むとき」の部分をめくる際、菊地はうっかりページを多くめくり過ぎて白紙の部分を出してしまった。ネタ終了後に山田は「全然夕日沈んでねぇじゃん」と突っ込んでいた。

### 山田一成
- 高校時代、空手で東京都大会ベスト8になった。また、「キックだけなら世界に通用する」と、空手の師範から言われたこともある。
- コンビ結成当初はまだUSENの社員で、営業をしていた。そのため、営業回りのスーツ姿のままお笑いライブの舞台に出ていた。
- ヒロシ、今泉稔、世界のうめざわと「ハートせつなく」というバンドを組んでいる。コンビ名が「いつもここから」に決まる前に、候補に上がっていた名前が由来。原由子の楽曲に同名のものがある。
- IZAMは高校の同級生（高校を中退した後、入り直したと山田自身が発言）。
- ポッドキャストの企画でビリーズブートキャンプを使ったダイエットに挑戦していた。
- R-1ぐらんぷり出場時などのピン芸人としての芸名に『ハローヤマダパンクス』がある。
- オンラインゲーム「ファイナルファンタジー14」の古参プレイヤーであり、自身のTwitterにてゲーム内での出来事をよく呟いている。

### 菊地秀規
- 山田のがっちりとした体格と対照的にすらりとしている。
- 菊地が生まれた病院があった場所には、現在すき家が建っている。
- 趣味は絵を描くことで、元々漫画家を目指して上京。大学卒業後は専門学校に通い、雑誌に漫画を連載していたこともあった（雑誌名は不明）。その後「悲しいとき」に使われる絵は菊地が担当している。また、ネタ本『悲しいとき』の巻末には彼が描いた短編漫画が掲載されている。
- 絵と並ぶ、もう1つの特技はギター。NHKの『爆笑オンエアバトル』の特別番組ではギターを担当し、「カントリーロード」の演奏に参加した経験を持つ。
- かなりの天然で「相方山田の番号を自分の番号と思い込んで人に教えていた」、「同じ事務所のアンガールズ田中に自分の唾の匂いをかいでくれと頼んだ」などの様々なエピソードを持つ。
- 菊地の発言は誤解を生む事が多く、ダウンタウン浜田を怒らせてしまった事がある。
- スピリチュアルな力を信じていて、ポッドキャスト番組内の当てモノコーナーでは自称超能力を使っていたが、的中することは滅多にない。
- 「ひでのり」という名前が恥ずかしく（子供のころ白子のりなどと馬鹿にされたため）自分の名前は「ひでき」だと相方である山田をコンビ結成前3年間騙していた。
- ミッドセンチュリーテイストの家具を集めるのが趣味である。

## メディア

### 出演番組
レギュラー番組
- ピタゴラスイッチ（NHK Eテレ、2002年 - ）

特別番組
- エンタの神様（日本テレビ、レギュラー放送・不定期）　キャッチコピーは「お笑い界のホープ」→「お笑い界期待の星」→「喜怒哀楽の観察日記」※特別番組以降は毎回変わる。
  - 2004年1月10日放送分

過去の出演番組
- お笑い向上委員会 笑わせろ!（テレビ朝日、1997年10月 - 1998年9月）
- ブレイクもの!（フジテレビ、1998年）
- 爆笑オンエアバトル（NHK） 戦績14勝2敗 最高509KB ゴールドバトラー認定
- 「悲しいとき」や「ツッコミ暴走族」などあるあるネタ系での挑戦が多かったが、何度か普通のコントを披露しオンエアを獲得した事もある。[3]
- 初挑戦から無傷の6連勝を記録し、好調だったが、2000年5月14日放送回で269KBで初のオフエアを記録。リベンジを狙ったが同年8月27日放送回では265KBを記録してしまい、連敗となってしまった。同年9月24日放送回では437KBを記録し、連敗を脱出。以降は一度もオフエアを経験する事なく8連勝を記録。また、8連勝の間に今まで経験しなかったオーバー500とトップ通過を2回経験している。[4]
- セミファイナルでは886KBでトップ通過を果たした[5]。セミファイナルで800台でのトップ通過を果たしたのは彼らのみである[6]。
  - 第2回チャンピオン大会　予選9位敗退
  - 第4回チャンピオン大会　ファイナル5位
- いつもここからの芸能株式市場（TFM・JFN・Podcast、2006年4月 - 2008年3月）
- ダウンタウンのガキの使いやあらへんで!! 絶対に笑ってはいけないスパイ24時（日本テレビ、2010年12月31日）
- わらたまドッカ〜ン（NHK Eテレ、2018年5月21日）
- ラヴィット!（TBS、2021年12月13日）

### CM
- 資生堂「uno」
- サッポロ飲料「がぶ飲みミルクコーヒー」
- JRAシステムサービス「JRA-VAN」 - 菊地のみ

### 連載
- 毎日新聞『やまだ眼 世の中の微妙な真実』 - 山田のみ
- 朝日新聞『お笑いの本棚』
- 『ヤングマガジン』毎週月曜日
- 『ギターマガジン』毎月13日
- 『TV station』 隔週木曜日

### 著書
- 『悲しいとき』
- 『悲しいとき 2』
- 『どけどけ』
- 『田中のヤロー+俺は見たんだ!!』
- 『どけどけ 2』
- 『いつもここから山田一成のカブトクワガタ生活』 - 山田のみ
- 『やまだ眼』 - 山田、佐藤雅彦との共著
- 『心のままに』 - 山田のみ（小説）
- 『書店員あるある』菊地秀規（漫画）

### CD
- 『アルゴリズムたいそう&こうしん』（2003年06月25日）オリコン49位
  1. アルゴリズムたいそう[1:11]
作詞：佐藤雅彦・内野真澄／作曲：佐藤雅彦研究室／編曲：栗原正己
  2. アルゴリズムたいそう (きくちバージョン)[1:07]
  3. アルゴリズムたいそう (やまだバージョン)[1:10]
  4. アルゴリズムこうしん[1:02]
作詞：佐藤雅彦・内野真澄／作曲・編曲：栗原正己
  5. アルゴリズムこうしん (やまだ版)[0:55]
  6. アルゴリズムこうしん (きくち版)[0:57]
  7. 練習用アルゴリズムこうしん[1:41]
  8. アルゴリズムたいそう (カラオケ)[1:02]
  9. アルゴリズムこうしん (カラオケ)[0:56]

### VHS
- 心の銃声 1999年

### DVD
- いつもここから 〜BEST SOLO LIVE〜 2003年6月18日